# Praefectus castrorum
Praefectus castrorum era il titolo assegnato nell'antica Roma ai responsabili del castrum (accampamento da marcia o fortezza legionaria permanente) di una legione. A partire da Augusto, il praefectus castrorum era il terzo ufficiale nella gerarchia legionaria. Al primo posto c'era il legatus legionis. Coincideva, invece, con il praefectus legionis per tutte le legioni della provincia d'Egitto (poi con Settimio Severo anche di Mesopotamia), essendo l'ufficiale più alto in grado, non essendoci in questo caso il legatus legionis. Esisteva anche la figura del praefectus castrorum di singole unità ausiliarie o di più di loro raggruppate.

## Ruolo
Il praefectus castrorum, appartenente all'ordine equestre, doveva avere un lungo servizio militare alle spalle, avendo maturato una grande esperienza in ogni settore, in modo da poter insegnare a sua volta agli altri ciò che egli stesso aveva messo in pratica con merito. Questa figura ricopriva il ruolo di vice-legatus legionis (quest'ultimo appartenente invece all'ordine senatorio).
Era responsabile del posizionamento dell'accampamento (castrum), della valutazione di valli e fossati. Le tende, i baraccamenti dei legionari ed i loro bagagli erano affidati al suo comando. Aveva anche la responsabilità di malati, medici e del pagamento di questi ultimi.
Faceva in modo che fossero organizzati nel miglior modo possibile i trasporti, gli animali da soma, gli attrezzi per la costruzione di valli, fossati ed anche acquedotti. Metteva ordine nel trasporto e nella costruzione di macchine d'assedio e da lancio.
In Egitto e poi anche in Mesopotamia, il praefectus castrorum è da identificarsi con la figura del praefectus legionis, il quale era sottoposto al Praefectus Alexandreae et Aegypti o al Praefectus Mesopotamiae. Sappiamo poi che a partire da Gallieno il legatus legionis di rango senatorio scomparve dall'orizzonte dell'esercito romano, ed il comando dell'intera legione fu affidato ai praefecti legionis = praefecti castrorum.
Il praefectus castrorum era posizionato nel cursus honorum dell'ordine equestre in posizione medio-alta:
- il gradino precedente poteva essere quello di centurione primus pilus,[9] di tribunus militum[10] o di praefectus equitum (a capo della cavalleria legionaria);[11]
- il gradino successivo sembra potesse essere quello di praefectus classis[12] e/o di praefectus fabrum (ma forse era semplicemente di pari livello);[13]
- apriva quindi le porte verso le cariche più prestigiose di praefectus praetorio e di praefectus Alexandreae et Aegypti.[14]